# J'apprends à lire

J'apprends à lire est un magazine français pour enfants, édité par Milan Presse, filiale du groupe Bayard Presse.